# Хортензия (оратор)
Вижте пояснителната страница за други личности с името Хортензия.
Хортензия (на латински: Hortensia; * след средата на 90-те години пр.н.е.) e римска аристократка, единствената жена в Древен Рим позната по име, която е ораторка на обществено място.

## Биография
Хортензия е дъщеря на оратора и консула Квинт Хортензий Хортал (консул 69 пр.н.е.) и първата му съпруга Лутация, която е дъщеря на Квинт Лутаций Катул (консул 102 пр.н.е.) и Сервилия и полусестра на Квинт Лутаций Катул (консул 78 пр.н.е.). Хортензия е роднина с Цицерон. Брат ѝ Квинт Хортензий e претор 45 пр.н.е.
Хортензия учи гръцки и латинска литература. Следва реторика при баща си. Омъжва се за втория си братовчед квестор Квинт Сервилий Цепион, който е син на Квинт Сервилий Цепион Млади и Ливия Друза и брат на Сервилия Цепиона и полубрат на Катон Млади и Порция. Те имат дъщеря Сервилия, която се омъжва за сенатор.
Съпругът на Хортензия умира през 67 пр.н.е. Съпругът ѝ осиновява преди да умре през 59 пр.н.е. Марк Юний Брут, който е син на сестра му и получава името Квинт Сервилий Цепион Юниан.
През 42 пр.н.е. тя държи реч против запланувания от Триумвирите извънреден данък за жените и успява да постигне намалението на данъка. Препис от тази реч се намира при Апиан.